# 주촌면
주촌면(酒村面)은 대한민국 경상남도 김해시의 면이다. 김해시의 정 중앙에 위치하며 동쪽으로 내외동 신도시, 서쪽으론 장유신도시, 남쪽으로는 남해고속도로 서김해 나들목이 있는 칠산서부동과 접하고 있고, 국도 제14호선 대체 우회도로 개설과 국도 제58호선 우회도로(계획) 등의 도로망이 확충되어 가고 있어 교통의 요충지이자, 김해시 도로망의 중심축에 위치해 있다.  전통적인 쌀농사와 함께 시설화훼, 단감, 부추 등 고소득 작물을  재배하는 농가가 많으며 최근 수년간 많은 제조공장들이 입주해 있으며, 전형적인 도농 복합형 지역이다.

## 연혁
- 42년 : 가락국 건국(김수로왕)
- 532년 : 신라에 합병(신라 법흥왕)
- 680년 : 금관소경(통일신라 문무왕)
- 757년 : 김해소경(통일신라경덕왕)
- 940년 : 임해군(고려태조)
- 1271년 : 김녕도호부(고려원종)
- 1895년 : 김해군(조선고종)
- 1905년 이전년 : 주촌(住村) 또는 주촌(酒村)으로 칭함
- 1905년 : 주동, 주서 2개 면으로 분리
- 1910년 : 2개면을 합병, 주촌면으로 개칭

## 행정구역

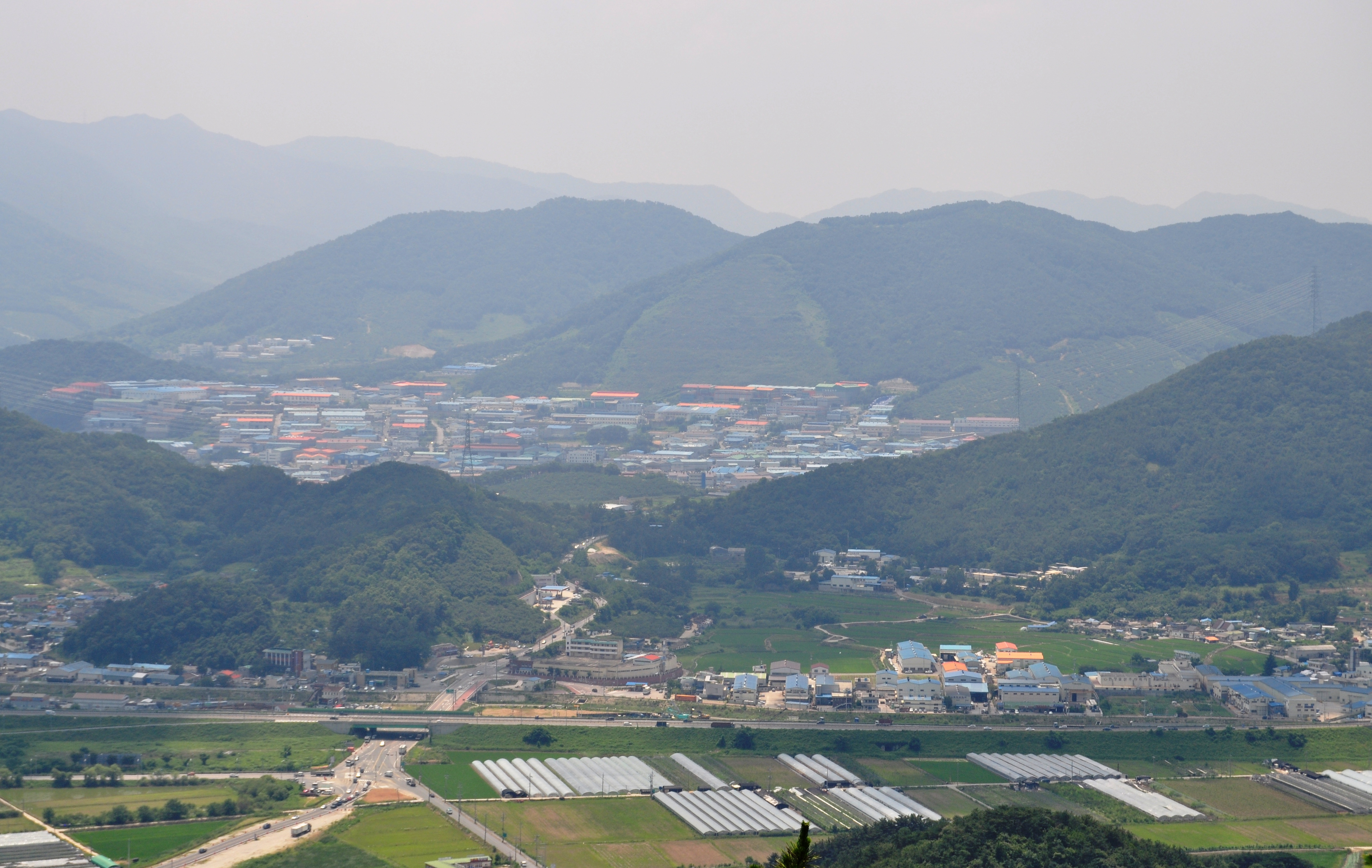
경운산에서 바라본 주촌면 일대

- 농소리
- 원지리
- 덕암리
- 천곡리
- 양동리
- 내삼리
- 선지리
- 망덕리

## 교육 기관
- 주촌초등학교
- 주동초등학교 (폐교)
- 김해서중학교
- 김해 지혜의 바다 (구 주촌초등학교)

## 주거

### 아파트
| 단지명                     | 건설사                         | 시행사                        | 주소      | 입주        | 비고 |
| -------------------------- | ------------------------------ | ----------------------------- | --------- | ----------- | ---- |
| 김해 센텀 두산위브더제니스 | 두산건설                       | ㈜김해센텀2차피에프브이       | 천곡로 26 | 2019년 2월  |      |
| 김해 주촌 두산위브더제니스 | 두산건설                       | ㈜대한토지신탁 ㈜한빛건설산업 | 주선로 34 | 2019년 11월 |      |
| 일동미라주 더 네스트       | ㈜일동                         | ㈜태하건설                    | 선지로 59 | 2023년 2월  |      |
| 센텀Q시티                  | 동원개발 ㈜삼정기업 ㈜경동건설 | ㈜김해센텀피에프브이          | 선지로 85 | 2018년 5월  |      |